# 伊夫雷亚自由镇
伊夫雷亚自由镇（義大利語：Borgofranco d'Ivrea）是意大利皮埃蒙特大区都靈廣域市的一个市镇。人口3780（2010年12月31日）。

## 友好城市
- 法國 昂布兰